# Teri Meri Kahaani
Pour plus de détails, voir Fiche technique et Distribution.
Teri Meri Kahaani est un film indien réalisé par Kunal Kohli sorti au cinéma le 22 juin 2012.
Il donne la vedette à Priyanka Chopra et Shahid Kapoor associés pour la deuxième fois après Kaminey.

## Synopsis
Le film commence en 1960 et raconte l'histoire d’un musicien en herbe, Govind (Shahid Kapoor), qui décide de se rendre à Bombay. Dans le train il fait la rencontre d’une jeune femme, Ruksar (Priyanka Chopra), qui s’est enfuie de chez elle avec sa meilleure amie dans l’espoir de devenir star de cinéma.

## Fiche technique
- Titre : Teri Meri Kahaani
- Réalisation : Kunal Kohli
- Scénario : Surabhi Bhatnagar, Robin Bhatt et Kunal Kohli
- Musique : Sajid Ali, Wajid Ali, Sajid-Wajid et Sandeep Shirodkar
- Photographie : Sunil Patel
- Montage : Amitabh Shukla
- Production : Vicky Bahri, Kunal Kohli et Sunil Lulla
- Société de production : Kunal Kohli Productions, Eros Worldwide et Wave Cinemas
- Pays :  Inde
- Genre : Comédie dramatique et romance
- Durée : 117 minutes
- Dates de sortie : 
  -  Inde : 22 juin 2012

## Distribution
- Shahid Kapoor : Javed / Govind / Krish
- Priyanka Chopra : Aradhana / Rukhsar / Radha
- Prachi Desai : Mahi
- Neha Sharma : Meera
- Omar Khan : Mihir

## Réception
| Source             | Note          |
| ------------------ | ------------- |
| CNN IBN            | 2/5 étoiles   |
| Hindustan Times    | 2/5 étoiles   |
| The Times of India | 3/5 étoiles   |
| FilmiTadka         | 3/5 étoiles   |
| Sify               | 3/5 étoiles   |
| Rediff             | 2,5/5 étoiles |
| NDTV               | 2/5 étoiles   |
| Indian Express     | 1,5/5 étoile  |

### Critique
Le film a reçu des critiques très réservées en général et l’agrégateur Reviewgang.com lui attribue la note de 4/10. Karan Anshuman du Mumbai Mirror note : « Les situations des chansons sont absurdes, le scénario est médiocre et drôle quand il ne devrait pas l’être, il n’y a pas une seule idée originale et l’interprétation est sur pilote automatique ; rien ne fonctionne dans Teri Meri Kahani » et Shubhra Gupta de l’Indian Express ajoute : « Il n’y a pas une once de fraîcheur, pas plus dans les idées que la réalisation. » Cependant quelques critiques apprécient le film et on peut lire sur Sify.com : « Teri Meri Kahaaani est un film chaleureux et familial. »

### Box-office
Le film rencontre un succès mitigé et rapporte 400 500 000 roupies.